# 三淵晴員
三淵晴員（1500年－1570年4月6日）是日本戰國時代武將。室町幕府幕臣（申次眾）。

## 生平
在明應9年（1500年）出生，父親是和泉守護細川元有。因為母親的親戚關係，成為將軍側近的三淵晴恒的養子。以幕臣身份仕於第12代將軍足利義晴，並成為和泉國松崎城、山城國大法寺城的城主。天文16年（1547年），義晴、義輝父子與管領細川晴元戰鬥並敗北，隨之逃到近江國坂本。永祿8年（1565年），第13代將軍義輝被殺後，仕於義輝的弟弟‧第15代將軍義昭。在永祿13年（1570年）3月1日死去。享年71歲。

## 家族
兒子細川藤孝（幽齋）成為兄長細川元常的養子，後來成為近世細川家的家祖。藤孝的生母是後妻智慶院（清原宣賢的女兒），而智慶院是由足利義晴下賜給晴員，因此有説法指藤孝其實是義晴的兒子。
根據『系圖纂要』，三淵氏由持清開始（被當作是足利義持的庶子，不過在某些系圖中記載是義滿的庶子，即義持的弟弟。名中的「持」字是由義持下賜的偏諱），晴重、晴政、晴貞、晴恒4代都使用「晴」字為名，「晴」字是10歳以上、年輕的足利義晴（在大永元年（1521年）元服）的偏諱，因此被認為是成為養子前，就已經是三淵氏的通字。但是兒子藤英和藤孝則由義輝（初名義藤）下賜偏諱，藤英的兒子秋豪、昭貞、昭知、昭長則是受義昭（初名義秋）的偏諱。

## 外部連結
- 公卿類別譜（公家の歴史）-戦国武将系図